# Gallicolombe des Palau
Pampusana canifrons
Espèce
Statut de conservation UICN

 EN  : En danger
Le Gallicolombe des Palau (Pampusana canifrons) (anciennement Gallicolumba canifrons)  est une espèce d'oiseaux de la famille des Columbidae.

## Distribution
Cet oiseau est endémique des îles Palaos.

## Référence
Hartlaub, & Finsch, 1872 : On a fourth collection of birds from the Pelew and MacKenzie Islands. Proceedings of the Zoological Society of London, vol. 1872, p. 87–114.